# Electrófugo
Un electrófugo es un grupo saliente que no retiene el par enlazante de electrones de su enlace anterior con otras especies.
Después de esta reacción, un electrófugo puede poseer una carga positiva o carga neutra; esto es determinado por la naturaleza de la reacción específica.
Un ejemplo es la pérdida de H+ de una molécula de benceno durante la nitración electrofílica aromática.
El término 'electrófugo' se encuentra comúnmente en literatura antigua, pero su uso ahora es poco común.